# Stefano Andreucci
Stefano Andreucci (Roma, Italia, 23 de septiembre de 1962) es un dibujante de cómic italiano.

## Biografía
Tras abandonar la Academia de Bellas Artes, en 1986 empezó a dibujar historietas en el estudio de Dino Leonetti en Roma, colaborando con revistas como Tilt, Boy Comic e Il Paninaro. Al mismo tiempo, participó en el proyecto editorial "La Fabbrica delle Immagini" de Silvano Caroti y tuvo experiencias en el sector publicitario y divulgativo.
Durante algunos años trabajó para la editorial Coniglio, realizando historietas eróticas y colaborando con las revistas Splatter y Mostri; para Coniglio escribió también dos guiones. Como docente, enseñó en clases sobre el cómic y el dibujo artístico. En 1992 comenzó su colaboración con la editorial Bonelli, para la que ilustró episodios de Zagor, de Dampyr, de Tex y de Deadwood Dick.
En 2014 debutó en el mercado francés, dibujando el primer álbum de Les 7 Merveilles para la editorial Delcourt.
Es uno de los fundadores del festival "Narnia Fumetto".